# Marjin (obwód kurski)
Marjin (ros. Марьин) – chutor w zachodniej Rosji, w sielsowiecie ilkowskim rejonu biełowskiego w obwodzie kurskim.

## Geografia
Miejscowość położona jest 6 km od centrum administracyjnego sielsowietu ilkowskiego Ilok, 15 km od centrum administracyjnego rejonu Biełaja, 97 km od Kurska.

## Demografia
W 2010 r. miejscowość nie posiadała mieszkańców.